# Ulmer Dermatologie-Preis
Der Ulmer Dermatologie-Preis (bis 2010 Gottron-Just-Wissenschaftspreis) wird seit dem Jahr 1978 im (meist) dreijährigen Turnus für herausragende wissenschaftliche Leistungen auf dem Gebiet der genetisch bedingten Hauterkrankungen verliehen. Teilnahmeberechtigt sind Ärzte und Naturwissenschaftler, die klinische oder grundlagenorientierte Fragestellungen an den Schnittstellen von Dermatologie und Genetik beforschen. Der Ulmer Dermatologie-Preis (früher Gottron-Just-Wissenschaftspreis) ist mit 7500 Euro dotiert (bis zum Jahr 1997 mit 20000 D-Mark, ab 2000 mit 15000 D-Mark). Die Auszeichnung nehmen der Oberbürgermeister der Stadt Ulm und der Präsident der Universität Ulm gemeinsam vor.
Der zunächst nach dem Genetiker Günther Just und dem Dermatologen Heinrich Adolf Gottron benannte Preis wurde 1978 vom Ulmer Hautarzt Günter Tiedemann gestiftet. Seitdem wird der Preis von einer rechtsfähigen Stiftung bürgerlichen Rechts verwaltet. Zum Stiftungsvorstand gehört neben dem Oberbürgermeister der Stadt Ulm und dem Präsidenten der Universität Ulm auch ein Vorstandsmitglied der Deutschen Dermatologischen Gesellschaft.

## Preisträger
Bis zum Jahr 2006 wurde der Ulmer Dermatologie-Preis als Gottron-Just-Wissenschaftspreis verliehen.
- 1978: Thomas Krieg (München)[4], Ursula Feldmann (Münster), Peter Müller (München)
- 1980: Rudolf Happle (Münster)[5]  sowie Dewald und Lange (Mainz)
- 1983: Günter W. Korting (Mainz)[6]
- 1984: Fritz Anders (Gießen)[7]
- 1987: Ingrun Anton-Lamprecht (Heidelberg)[5] und Heiko Traupe (Münster)[5]
- 1991: Ernst G. Jung (Heidelberg)[8]
- 1994: Petra Boukamp (Heidelberg) und Bernhard Korge (Köln)[5]
- 1997: Ralf Wienecke (München) und Günter Michel (Düsseldorf)[9]
- 2000: Michael P. Schön (Magdeburg) und Arne König (Marburg)[2]
- 2003: Meral Julia Arin (Köln) sowie Jorge Frank, Pamela Poblete-Gutierrez und Tonio Wiederholt (Aachen)[1]
- 2006: Regina C. Betz (Bonn)[10]  und Holm Schneider (Innsbruck)[11]
- 2011: Eva Ellinghaus (Kiel) und Uwe Kornak (Berlin)[12]
- 2014: Cristina Has (Freiburg)[13]
- 2017: Robert Gruber (Innsbruck)[14]
- 2020: Stefanie Heilmann-Heimbach (Bonn) und Tosso Leeb (Bern)[15]
- 2023: Yacine Amar (München)[16]